# Nieuwe Kerk (Delft)

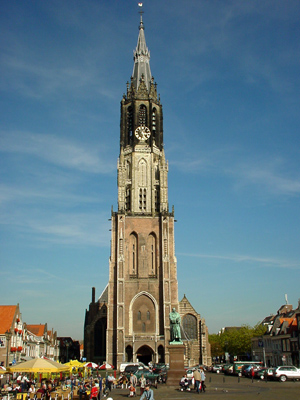
Nieuwe Kerk, Delft

Nieuwe Kerk (română: Biserica nouă) este o biserică importantă din Delft, provincia Olanda de Sud, Olanda. Biserica este situată în piața centrală din Delft (în neerlandeză Markt plein), pe latura opusă față de clădirea primăriei.
Wilhelm cel Tăcut a fost îngropat în 1584 într-un mausoleu adiacent bisericii. Din acest moment, membrii casei de Orania, casa regală a Țărilor de Jos, sunt îngropați aici în cripta regală.

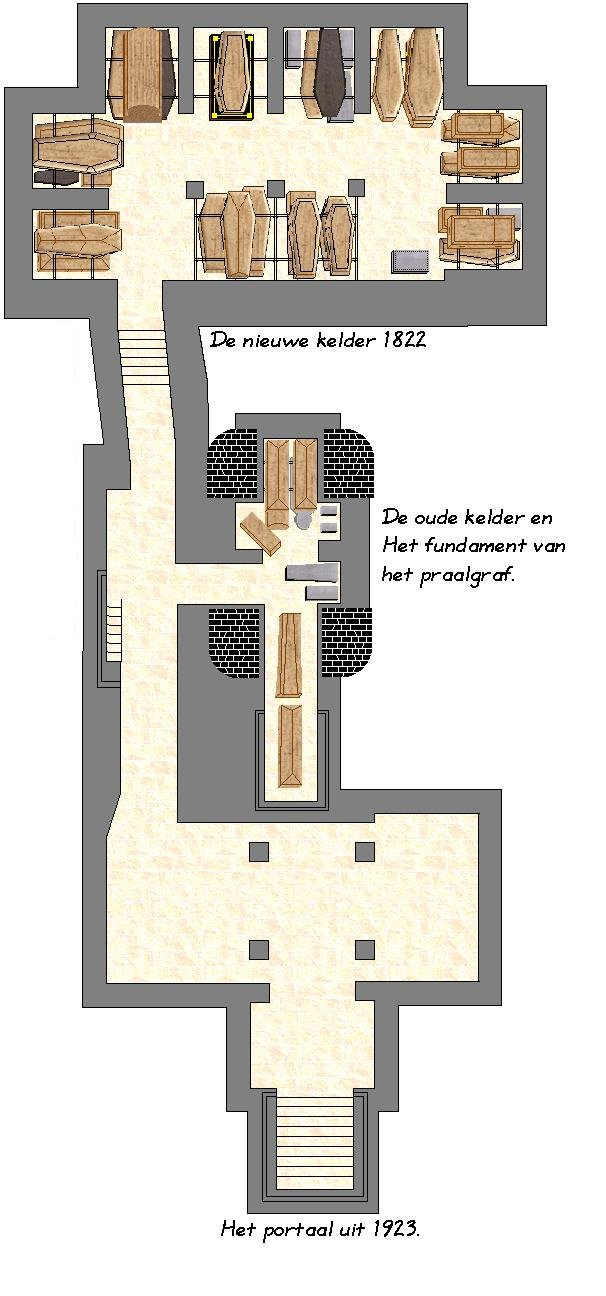
Planul criptei regale